# 390 Альма
390 Альма (390 Alma) — астероїд головного поясу, відкритий 24 березня 1894 року у Парижі. Названий на честь річки Альма в Криму, біля якої у 1854 році відбулася битва між російськими та англо-французькими військами, програна росіянами. 